# DJ Playero
Pedro Gerardo Torruellas Brito (San Juan, Puerto Rico; 2 de noviembre de 1964), más conocido como DJ Playero, Playero DJ o The Majestic, es un disc-jockey y productor discográfico puertorriqueño, que formó parte de los inicios del reggaetón underground y en la difusión de éste durante la década de los 80 en San Juan, Puerto Rico. Playero ha afirmado en múltiples ocasiones que el término "reggaetón" se escuchó por primera vez en sus álbumes, citado por Daddy Yankee en Playero 34.
Playero empezó produciendo para Vico C trabajando su debut EP “La Recta Final”.  A principios de la década de 1990, produjo una serie de mixtapes que sintetizaban ritmos de hip-hop y reggae dancehall con estilo libre en español. Estas cintas circularon por los barrios de San Juan y fueron muy influyentes en la generación que definiría el reguetón en la próxima década. Por ejemplo, Daddy Yankee empezó con DJ Playero, debutando en la mixtape Playero 34, que se grabó en un pequeño estudio de uno de los caseríos de Puerto Rico y se publicó originalmente en 1994 aproximadamente.
DJ Playero era un aspirante a productor en ese momento, con créditos que incluyen trabajo en la recopilación seminal Dancehall Reggaespañol (1991, Columbia Records), que incluía artistas de Panamá, Puerto Rico, Honduras, Guatemala y Jamaica, además del trabajo de producción con Lisa M (Trampa 1990) y (No Lo Derrumbes 1990) 3-2 Get Funky (3-2 Get Funky, 1993; Return of the Funky Ones, 1994), Ranking Stone (Different Styles, 1995), Wiso G (Estoy Aquí, 1996) y Wendellman (Wendellman, 1996).
A fines de la década de 1990, cuando el estilo proto-reggaetón comenzó a popularizarse gracias a 'The Noise', un colectivo de clubes que emitía una serie de CD de larga duración, creado y dirigido por DJ Negro. DJ Playero comenzó a reeditar sus viejos mixtapes desde principios hasta mediados de los años 90. También grabó otros nuevos, emitiéndolos también a través de BM Records. Playero en DVD: Su Trayectoria (2003) fue la culminación de esta actividad, con el objetivo de cimentar su legado como uno de los pioneros clave del reggaetón.
Recientemente, junto con DJ Negro y DJ Eric Industry, se reunieron para un nuevo proyecto llamado "Los Fathers del Reggaeton", en búsqueda de promover nuevos talentos de la música urbana. Con el sencillo «Puesta pal perreo» lanzado en 2020, conectaron nuevamente con el público fanático del reggaetón clásico o "vieja escuela" como se conoce hoy día.

## Discografía

### Mixtapes
Las fechas de publicación de las 34 a 36 mixtapes de DJ Playero oscilan entre 1992 y 1994.
- Playero 1 - 32
- Playero 33 (Editado en 1993 aproximadamente. En este cassette sale por primera vez un cantante boricua: Franky Boy con un sencillo)
- Playero 34 (Editado en 1994 aproximadamente. Hace su debut Daddy Yankee y Miguel Play.)
- Playero 35 (Editado en 1994 aproximadamente.)
- Playero 36 (Editado en 1994 aproximadamente.)

### Álbumes de estudio
- Playero 37
  - Underground (Edición original limitada sin carátula) (1993)
  - Underground (Lanzamiento general con carátula) (1994)
  - The Original (2CD) (Reedición de 87 minutos) (editado) (1999)
  - 20th. Anniversary Edition (Lanzamiento digital) (2014)
- Playero 38 (1994)
  - Special Edition (2CD) (Reedición) (2000)
- Playero 39: Respect (1995)
- DJ Playero Presenta: Montana Collection Vol. 1 (1995)
- Playero 40: New Era (1996)
- Playero 41: Past, Present & Future
  - Part 1 (1998)
  - Part 2 (1999)
- Playero 42: El Especialista, Episodio 1 (2002)

### Álbumes colaborativos
- M.C. Non Stop Reggae Vol. 1 (con D.J. Manuel) (1994)
- M.C. Non Stop Reggae Vol. 2 (con D.J. Manuel y D.J. Barón López) (1995)
- Reggae 4 U (con DJ Black) (1995)
- Wendellman (con Wendellman y DJ Karlo) (1996)
- Boricua Guerrero - The E.P. (con Nico Canada) (1997)
- Boricua Guerrero - First Combat (con Nico Canada) (1997)
  - Mission 1: Rap
  - Mission 2: Reggae
- The Legend (con DJ Dicky, Nico Canada y Benny Blanco) (1997)
- Los Más Buscados (con Nico Canada, DJ Joe y DJ Blass) (2001)
- DJ Playero Presenta: Berto Guayama - Deja Vú (2001)
- The Warriors 3 (con DJ Blass) (2001)

### Recopilaciones
- Playero DJ Presenta: Éxitos 95 (1995)
- Playero Presenta: Éxitos 97 (1997)
- DJ Playero: The Collection (2CD) (2002)
- Playero DJ - The Best Of (2002)
- Playero DJ - Old School Reggaeton (2009)

### Álbumes instrumentales
- Playero Pistas - Play The Beat (2000)

### Álbumes de remezclas
- Playero DJ – Greatest Hits – Street Mix (1995)
- Playero DJ – Greatest Hits – Street Mix Vol. 2 (1996)
- Playero DJ – Greatest Hits – Street Mix Vol. 3 (1999)

### Álbumes en vivo
- DJ Playero Live (1996)
- DJ Playero - Naranjito Live (1997)

### Bootlegs
- Playero DJ - Live from New York Discoteque (Show) (1993)
- Playero Rap & Reggae 96 (for the Radial Show "Rap & Reggae 96" on Y96) (1994)
- Playero - Birthday Live In Cupey (1994)

### Álbumes promocionales
- DJ Playero - Radio Version (1997)

## Filmografía
- Playero En DVD – Su Trayectoria (DVDA) (2003)